# Statens pensionsanstalt
Statens pensionsanstalt, inrättad 1926, var en under Civildepartementet sorterande anstalt för pensionering av vissa i allmän tjänst anställda.